# جاده ئی۵۷۷ اروپا
جاده ئی۵۷۷ اروپا (به انگلیسی: European route E577) یکی از جاده‌های درجه ۲ قاره اروپا است.
این جاده که در کشور رومانی قرار دارد از شهر پلویشت شروع شده و در شهر بوزائو به پایان می‌رسد.